# Lehrerkind
Als Lehrerkind werden Kinder von Lehrerehepaaren bezeichnet. Ihre Besonderheiten wurden mehrfach untersucht und die Ergebnisse veröffentlicht.
In Frankreich wurden die Schulergebnisse von Lehrerkindern mit denen von Kindern von Führungskräften verglichen. Dabei erreichen prozentual mehr Lehrerkinder einen Abschluss Baccalauréat scientifique als Kinder von Führungskräften. Kinder von Lehrern haben mehr Chancen als alle anderen, die besten Ergebnisse zu erzielen.
Lehrerkinder haben es als Schüler oft nicht leicht, vor allem, wenn die Sprösslinge der Lehrer zur selben Schule gehen. Lehrerkinder werden mitunter als perfektes Opfer gesehen und sind oft in der Klasse nicht allzu beliebt. So wurde zum Beispiel das Lehrerkind Anthony Hopkins als Kind von Lehrern geschlagen und von Mitschülern gemobbt. Vielen Lehrerkindern ist es im Teenageralter peinlich, sich mit ihren Eltern zu zeigen.
Die Wissenschaftler Martin Rothland, Johannes König und Martin Drahmann untersuchten auf der Basis einer Stichprobe von 6437 Lehramtsstudenten aus den deutschsprachigen Ländern, ob eine Berufsvererbung bei Lehrerkindern eine bedeutende Rolle spielt. Im Ergebnis zeigte sich, dass dieser Effekt jedoch nur schwach ausgeprägt ist. Jedoch haben Lehramtsstudierende mit Lehrern als Eltern ein realistischeres Bild vom Lehrerberuf.
Ein Lehrerkind wird immer ein bisschen mehr gefordert: Er muss sich besser benehmen als andere, weil er von seinen Klassenkameraden, von den Kollegen seiner Eltern und von anderen Eltern beobachtet wird.

## Persönlichkeiten
Folgende Personen sind bzw. waren Sohn oder Tochter zweier Lehrer:
- Uwem Akpan
- Matthias Aebischer[6]
- Alain-Fournier
- Tobias Albrecht
- Wolfgang Ambros
- Neal Asher
- Wieland Backes
- Břetislav Bakala
- Klaus Barbie
- Béla Bartók
- Mira Bartuschek
- Leonore Bartsch
- Georg Baselitz
- Tom Bateman
- Vikram Batra
- Wolfgang Bauer
- Jean Beaufret
- Günther Beckstein
- François Bégaudeau
- Lore Berger
- Benno Besson
- Heinrich Besuden
- Bastian Bielendorfer
- Jenny Böken
- Mirja Boes
- Marc Botenga
- Trine Bramsen
- Ewen Bremner
- Jan Buchwald
- Tamara Bunke
- Amy Carlson
- Danielle Casanova
- Laurent Cantet
- Henri Charrière
- Jean-Pierre Chevènement
- Marie Colvin
- Marie Curie
- Kristian Thulesen Dahl
- Karl Dall
- Anika Decker
- Lav Diaz
- Gabriele Dinsenbacher
- Bronisława Dłuska
- Patrick Drahi
- Aline von Drateln[7]
- Marguerite Duras
- Hendrik Duryn
- Johannes Dyba
- John Carew Eccles
- Brigitte Endres
- Erhard Eppler
- Paul Erdős
- Jaime Escalante
- George Ezra
- Katharina Fegebank
- Trevor Fehrman
- Beate Finckh
- Brigitte Fontaine
- Albert Frey
- Anja Fröhlich
- Jostein Gaarder[8]
- Vítězslav Gardavský
- Ines Geipel
- Lisa Zoe Geretschläger
- Mark S. Geston
- Max Giermann
- Birte Glang
- Hélène Grimaud
- Benjamin Grosvenor
- James Gruntz
- Brenda Hale
- Eden Hazard
- Scott Hamilton
- Notker Hammerstein
- Christina Hennings
- Jerry Herman
- Luise Heyer[9]
- Helmut Hirner[10]
- Franz Hohler[11]
- Mareile Höppner
- Sandra Hüller
- Carl Icahn
- Rhys Ifans[12]
- Kunie Iwahashi
- Arthur Jafa
- Glenn James
- Tom Johnson[13]
- Asger Jorn
- Franz Jung
- Wiktor Juschtschenko
- Hanus Kamban
- Hilde Kaufmann
- Alexandra Kautzky-Willer
- Nena Kerner
- Hanka Kliese
- Lothar Kittstein
- Aggrey Klaaste
- Martin J. Klein
- Károly Koller
- Michaela Koschak
- Lina Kostenko
- Peter Krause
- German Josef Krieglsteiner
- Leszek Kubicki
- Henning Läuter
- Christine Lagarde
- Jude Law
- Chris Lee
- Rudolf Walter Leonhardt
- Héloïse Letissier
- Fernanda Lima
- Nia Long[14]
- Steven Joseph Lopes
- Martie Maguire
- Leslie Manigat
- Joana Mallwitz
- Dagmar Manzel
- Ida Maria
- Bence Máté
- Dietrich Mateschitz
- Ellen MacArthur[15]
- Jane McGonigal
- Simone Meier
- Ulf Merbold
- Shigeru Miyamoto[16]
- María Jesús Montero
- Margriet de Moor
- Anchee Min
- Ryū Murakami
- Cillian Murphy
- Edwin Moses
- Michael Nagler
- Sainkho Namtchylak
- Alexander Sutherland Neill
- Silje Nergaard
- Hermann Neuberger
- Jean Nouvel
- Francis Duncan O’Flynn
- Dominic Ongwen[17]
- Sarah Palin
- Anna Paquin
- Andreas Pawel
- Édouard Philippe[18]
- Uta Pilling
- Greg Poehler
- Enoch Powell
- Otfried Preußler
- Edward Mills Purcell[19]
- Mary Quant
- Orlando Quevedo
- Ellie Reeves
- Rachel Reeves
- Tara Reid
- Hermann Remmert
- Ruth Rendell
- Bernd Richter
- Katja Riemann
- Simon Rolfes
- Katja Röder
- Ronald Rother[20]
- Christina Rossetti
- Dante Gabriel Rossetti
- Maria Francesca Rossetti
- William Michael Rossetti
- Charles W. Runyon
- Lew Markowitsch Schlosberg
- Helmut Schmidt
- Marie Schmidt
- Éric-Emmanuel Schmitt
- Maria Schrader
- Chuck Schuldiner
- Til Schweiger
- Sam Shepard[21]
- Hamilton Othanel Smith
- Paul Simon[22]
- James Spader
- Martin Sperr
- Annie Sprinkle
- Daniel Sodenkamp
- Mihaela Șteff
- Alexander Stefi
- Ulrich Steinhilper
- Dan Stevens
- Alison Sudol
- Frank Tempel
- Allen G. Thurman
- Bert Tischendorf
- Jaheem Toombs
- Friedrich Trendelenburg
- Ivan Trnski
- Johanna Uekermann
- Hans Ussing
- Jamie Uys
- Birgit Vennesland
- Yvonne Vera
- Katharine Viner
- Hans-Jochen Wagner[23]
- Tom Waits
- Harriet J. Walton
- Hermann Wankel
- Claus-Erich Weiß
- Claudia Wenzel[24]
- David Werker
- Tom Weston-Jones
- Felix Wiemers
- Rudolf Wimmer
- Leon Windscheid
- Holger Zastrow
- Hanna Wolf
- Arnold Wolff
- Jan Zocha